# تارخاو ویلکیه
تارخاو ویلکیه (به لهستانی:  Tarchały Wielkie) یک روستا در لهستان است که در گمینا اودولانوو واقع شده‌است. تارخاو ویلکیه ۱٬۲۰۰ نفر جمعیت دارد.